# Johannes Walenta
Johannes Walenta (* 6. Oktober 1991 in Potsdam) ist ein deutscher Synchronsprecher, Illustrator, 3D-Artist, Musiker, Fotograf und Hörspielsprecher.

## Leben
Johannes Walenta wuchs in Potsdam auf, wo er das Evangelische Gymnasium Hermannswerder in einer Schnellläuferklasse besuchte. Sein jüngerer Bruder Leonard Walenta, der Beat-Produzent Fewtile, war auch einige Male im Synchrongeschäft tätig. Johannes Walenta studierte von 2010 bis 2016 in Halle an der Burg Giebichenstein Kommunikationsdesign/Illustration.
Musikalisch war Johannes Walenta zunächst als Keyboarder der Potsdamer Rockband Sidewalk tätig, die 2006 gegründet wurde und bis 2009 existierte. Seit 2010 ist er der Keyboardspieler der Potsdamer Band Stonehenge, die sich später in Kaskadeur umbenannte.

## Synchronisation
Anfang 2004 vermittelte seine Klavierlehrerin erste Kontakte zur Synchronfirma der Babelsberger Studios. Seine erfolgreiche Teilnahme an einigen Vorlesewettbewerben und sein Rhythmusgefühl durch die musikalische Erziehung sollten sich als gute Vorübung für das Synchronsprechen erweisen. Die erste Rolle, welche nur einen Satz umfasste, sprach Walenta für eine Serie des KiKA. Danach kamen kleinere Angebote für Kinofilme bis hin zur Einladung des Castings für die Hauptfigur in Roman Polańskis Charles-Dickens-Verfilmung. Unter vier Bewerbern wurde er für die Rolle des Oliver Twist ausgesucht. Die Tonaufnahmen fanden an fünf Nachmittagen im November 2005 statt.
Seither erhielt Walenta größere Synchronaufträge und sprach in einigen Kinofilmen die Hauptrolle. 2006 übernahm er die Synchronisation von Cameron Bright in Thank You for Smoking, im Actionthriller Running Scared und dessen Gastauftritte in der Science-Fiction-Serie Stargate – Kommando SG-1. Komödiantische Rollen hatte er in Die Bären sind los als Tanner Boyle sowie in Evan Allmächtig für Johnny Simmons. In dem preisgekrönten belgischen Jugenddrama Abseits für Gilles, welches 2008 in den deutschen Kinos anlief, hörte man ihn in der gleichnamigen Hauptrolle und in der norwegischen Literaturverfilmung Das Orangenmädchen lieh er 2009 der Hauptfigur Georg seine Stimme. Im selben Jahr lieh er Josh Hutcherson seine Stimme im Abenteuerfilm Die Reise zum Mittelpunkt der Erde, der ersten Verfilmung der Jules-Verne-Buchreihe. Im zweiten Teil Die Reise zur geheimnisvollen Insel hörte man ihn 2012 erneut als Sean Anderson.
In Fernsehserien war Johannes Walenta beispielsweise 2006 bis 2008 in der Nickelodeon-Zeichentrickserie Avatar – Der Herr der Elemente als Protagonist Aang zu hören. In der zweiten Staffel der Mystery-Serie Ghost Whisperer – Stimmen aus dem Jenseits, die 2007 auf kabel eins ausgestrahlt wurde, sprach er Ned Banks und in der kanadischen Sitcom Teen Buzz, welche Super RTL erstmals 2008 bis 2009 zeigte, übernahm er die Rolle des Michael Davies. In der Teen-Drama-Serie The Secret Life of the American Teenager erhielt er 2010 die Rolle des gutmütigen Ben Boykewich. In der 2020 auf Netflix veröffentlichten Fantasy-Fernsehserie Locke & Key ist er die deutsche Synchronstimme des Tyler Locke, der einer der Protagonisten dieser Comic-Adaption ist.
In Black Clover ist Walenta als Luck zu hören.
2024 trat Walenta bei Sven Plates Youtube-Kanal auf (DEREINMINUTENSTAR Heute mit Johannes Walenta Aang (Avatar))

## Hörspiele (Auswahl)
- Avatar – Der Herr der Elemente Folge 1: Das Original-Hörspiel zur TV-Serie, Edelkids Verlag
- Dietmar Kuegler: Edgar Wallace löst den Fall 6: Die goldenen Mönche, WinterZeit Verlag & BookBeat